# Rio Claro (kommun)
Rio Claro är en kommun i Chile.   Den ligger i provinsen Provincia de Talca och regionen Región del Maule, i den södra delen av landet, 210 km söder om huvudstaden Santiago de Chile. Antalet invånare är 12 844. Arean är 431 kvadratkilometer.
Terrängen i Rio Claro är kuperad österut, men västerut är den platt.
Trakten runt Rio Claro består till största delen av jordbruksmark. Runt Rio Claro är det ganska tätbefolkat, med 199 invånare per kvadratkilometer.